# Кривощёкова-Гантман, Антонина Семёновна
Антони́на Семёновна Кривощёкова-Га́нтман (урождённая Кривощёкова; 17 августа 1921 год — 31 мая 1995 года) — советский лингвист и филолог, исследователь коми-пермяцкого языка. Первый профессиональный языковед среди женщин-коми-пермяков.

## Биография
Родилась в деревне Вижелово Юсьвинской волости Соликамского уезда Пермской губернии (ныне — Антипинский сельсовет Юсьвинского района)
Окончила Кудымкарское педагогическое училище (1938) и по специальному направлению нацменьшинств — Финно-угорское отделение Восточного факультета Ленинградского университета. Преподавала современный коми-пермяцкий язык в Кудымкарском учительском институте и Пермском государственном педагогическом институте. Инициатор создания Коми-пермяцко-русского отделения при Молотовском (Пермском) пединституте (1955). Кандидат филологических наук (1952).

## Научные труды
Работы по диалектологии, топонимике, истории и развитию коми-пермяцкого языка; краеведению Перми Великой. Автор более 80 работ, в том числе:
- Кривощёкова-Гантман А. С. Коми-пермяцкий язык. Пермь, 1961.
- Кривощёкова-Гантман А. С. Откуда эти названия? Пермь, 1973.
- Баталова Р. М., Кривощёкова-Гантман А. С. Коми-пермяцко-русский словарь. М., 1985.
- Кривощёкова-Гантман А. С. Географические названия Верхнего Прикамья. Пермь, 1983.
- Баталова Р. М., Кривощёкова-Гантман А. С. Коми-пермяцко-русский орфографический словарь. Кудымкар, 1992.
- Кривощёкова-Гантман А. С. Собрание сочинений в 2 тт. Пермь, 2006.